# San Isidro (Sifontes)
Pour les articles homonymes, voir San Isidro.
San Isidro est l'une des trois divisions territoriales et l'une des deux paroisses civiles de la municipalité de Sifontes dans l'État de Bolívar au Venezuela. Sa capitale est Las Claritas.

## Géographie

### Démographie
Hormis sa capitale Las Claritas, la paroisse civile abrite un nombre important de localités et de communautés indigènes, les « comunidades », dont :
- Comunidad Apanao
- Comunidad Araimatepuy
- Comunidad Joboshirima
- Kilómetro 88
- Las Claritas
- San Miguel de Betania